# 耿鄙
耿鄙（？—187年），東漢時人物，涼州刺史耿鄙率六郡之兵征討韓遂，他任用程球為治中，士兵和百姓都很不滿，不久耿鄙的手下造反，殺死了耿鄙和程球。

## 生平
當時涼州刺史耿鄙委任治中程球，程球為通姦利，士人怨之。
漢靈帝中平元年（184年）十一月，胡人北宮伯玉與先零羌人聯合起兵反叛漢，時任涼州刺史。
中平三年（186年），韓遂發動兵變，殺死邊章和北宮伯玉及其親信隨從數百人，自掌兵權。
中平四年（187年）夏四月，東漢王朝派涼州刺史耿鄙，統六郡兵馬，以治中程球為先鋒，前來圍剿。
傅燮的建議：「使君統政日淺，人未知教。孔子曰：『不教人戰，是謂弃之。』今率不習之人，越大隴之阻，將十舉十危，而賊聞大軍將至，必萬人一心。邊兵多勇，其鋒難當，而新合之眾，上下未和，萬一內變，雖悔無及。不若息軍養德，明賞必罰。賊得寬挺，必謂我怯，羣惡爭埶，其離可必。然後率已教之人，討已離之賊，其功可坐而待也。今不為萬全之福，而就必危之禍，竊為使君不取。」耿鄙不聽，急功近利。
耿鄙大軍開到狄道（今甘肅臨洮縣）時，韓遂用計使太守李参反叛，叛軍先殺程球，再殺耿鄙。耿鄙死後，其手下擔任軍司馬的馬騰也投靠韓遂並與之結為異姓兄弟，割據一方。

## 影响
當時漢靈帝政化衰缺，四方兵寇，劉焉以為刺史威輕，既不能禁，且用非其人，輒增暴亂，乃建議改置牧伯，鎮安方夏，清選重臣，以居其任。劉焉乃陰求為交阯，以避時難。議未即行，會益州刺史郤儉在政煩擾，謠言遠聞，而并州刺史張懿、涼州刺史耿鄙並為寇賊所害，故劉焉議得用。出焉為監軍使者，領益州牧，太僕黃琬為豫州牧，宗正劉虞為幽州牧，皆以本秩居職。州任之重，自此而始。